# Lycée français Charles-de-Gaulle
Pour le lycée français du même nom à Ankara en Turquie, voir Lycée français Charles-de-Gaulle d'Ankara.
Pour les articles homonymes, voir Lycée Charles-de-Gaulle.

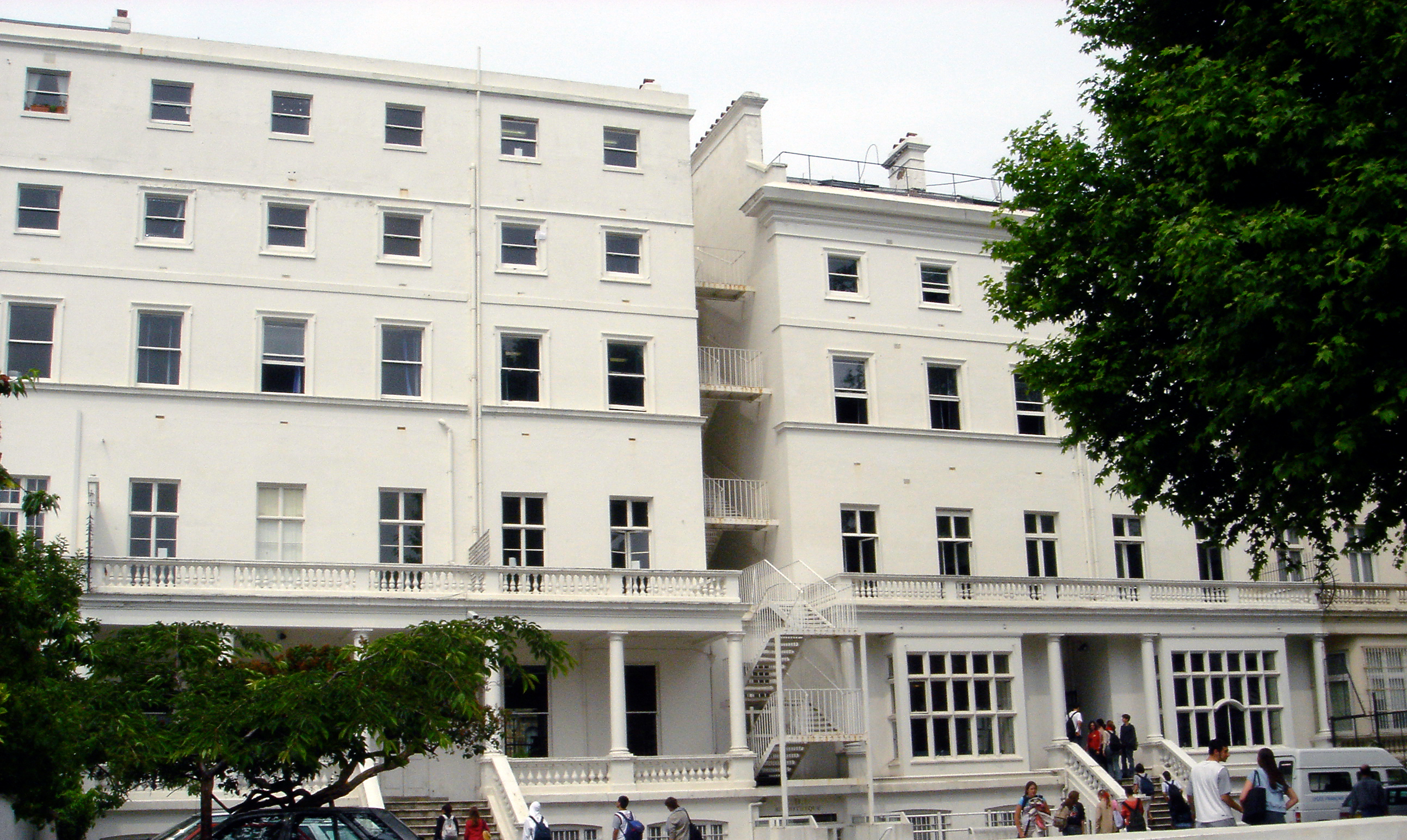
Le bâtiment Maurois (Section britannique) du Lycée.

Le lycée français Charles-de-Gaulle est un établissement d'enseignement français à l'étranger situé à Londres au Royaume-Uni. Il est sous la gestion directe de l'Agence pour l'enseignement français à l'étranger.

## Situation
Le lycée regroupe sur son site principal dans le quartier de South Kensington (à l'ouest de Londres, à proximité de l'ambassade de France, du Musée d'histoire naturelle, du Musée des sciences et du Victoria & Albert Museum) des classes maternelles et élémentaires ainsi que des classes secondaires, de type collège puis lycée. L'entrée principale est en face du musée d'histoire naturelle.
Afin de répondre aux besoins croissants de scolarisation de la communauté française de Londres, trois écoles primaires annexes ont été créées :
- en septembre 1993, dans l’annexe à Wix’s Lane, dans le quartier de Clapham, appelée « l'École de Wix » ;
- à la rentrée 1995, l’annexe d’Ealing, baptisée École André-Malraux en mai 1997 ;
- à la rentrée 2008, l’annexe de Fulham, appelée École Marie-d'Orliac.

À la suite de la croissance continuelle de la population française de Londres, deux autres établissements ont été créés :
- le collège français bilingue de Londres en 2012, à Kentish Town ;
- le lycée international de Londres Winston-Churchill en 2015, à Wembley.

Ces deux établissements ne sont cependant pas annexes du lycée français Charles-de-Gaulle.
Le lycée a accueilli de nombreux citoyens français lors du vote des élections présidentielles le 23 avril 2017. Au cours de la journée, la queue s'est agrandie. Elle faisait le tour du quartier de South Kensington.

## Historique

### Origines (1915-1939)
Le lycée a été fondé en 1915 par une jeune Française, Marie-Jeanne d'Orliac, sous le patronat de l'université de Lille, pendant la Première Guerre mondiale près de la Gare de Victoria au centre de Londres. La première rentrée compte 120 élèves, principalement issus de familles réfugiées belges.
En 1920, le lycée a été déplacé aux Cromwell Gardens (en), en face du Victoria and Albert Museum. En raison de sa croissance soutenue, l'école fut déplacée une troisième fois dans les années 1930 dans un grand bâtiment scolaire, le « Petit lycée », (dont l'auteur fut A. J. Thomas, associé du grand architecte Edwin Lutyens) attenant l'Institut français de Londres sur Queensberry Place, l'œuvre de Patrice Bonnet, architecte et conservateur du palais de Versailles.

### Seconde Guerre mondiale et «Grand lycée» (1939-1958)
Pendant la Seconde Guerre mondiale, le lycée fut évacué au Cumberland dans le Nord de l'Angleterre. Le général de Gaulle, réfugié à Londres pendant son exil de la France occupée à l'époque par les forces nazies, établit ses bureaux dans les locaux. À la suite des bombardements sur Londres qui ont détruit les maisons derrière l'école  et l'arrivée d'une nouvelle population francophone après la guerre, le proviseur, Augustin Gaudin, a pu acquérir les immeubles en ruines en face du Musée d'histoire naturelle de Londres sur Cromwell Road, devenus temporairement des courts de tennis, et initia la construction d'un « Grand lycée », muni de laboratoires de sciences et de nouvelles salles de classe secondaires, ainsi qu'un hall d'entrée qui devint en 1958 le bâtiment actuel du 35, Cromwell Road.

### Période contemporaine (depuis 1958)
(décembre 2019).
L'ère de la distribution des prix (dans le Royal Festival Hall ou le Royal Albert Hall) cède à une période de réformes scolaires. Le lycée augmente ses activités extra-scolaires et propose des arts à l'école, des expositions, du théâtre et des voyages à l'étranger. L'arrivée de technologies nouvelles, du management, de la comptabilité modernisent l'enseignement et l'administration.
Contrairement au déclin général de la population scolaire de Londres durant les années 1970 et 1980, le lycée a connu une expansion de demande continue qui mena à une nouvelle étape de constructions, avec entre autres, le bâtiment des classes primaires dans la cour de récréation sur Harrington Road, la disparition de la petite cour d'entrée du Petit lycée sur Queensberry Mews et l'acquisition quasiment totale des Mews à l'est de l'école, où la dernière écurie, avec ses chevaux, fut donc remplacée.
En 1980, l'école prit le nom du « lycée français Charles-de-Gaulle », en honneur de l’ancien chef de la France libre,  devenu en 1959 président de la République française, si lié personnellement avec l'établissement français de South Kensington, qu'il visita une dernière fois en 1960.
En raison de l’espace limité à South Kensington, un nouveau bâtiment dont l'architecte fut Roeven Vardi fut construit pour les classes primaires en 1984 dans la cour de récréation sur Harrington Road. Les expansions du lycée faites en 1993 et 1995 ont pris la forme de deux écoles primaires basées à Wix's Lane (Clapham) et Ealing. Depuis mai 1997, cette dernière a pris le nom d'école André-Malraux.

### Pôle médical
À partir de 2015, le pôle médical du Lycée français Charles-de-Gaulle est composé d'un médecin, de trois infirmières et d'une orthophoniste.

## Élèves
Le lycée accueille des élèves appartenant pour la majorité à la communauté française de Londres. L'effectif en 2019 est de près de 3 600 élèves (de la maternelle à la terminale) mais, du fait du nombre de places, il devait refuser 600 candidatures chaque année jusqu'à l'ouverture du lycée international de Londres Winston-Churchill en 2015. Cependant, l'établissement réduit ses effectifs les années passées. Majoritairement, les élèves sont de nationalité française, 75 %  ;  13 % sont britanniques et 12 % sont des ressortissants de 41 nationalités différentes. Il accueille notamment en première et en terminale des lycéens venus de France dans le cadre du programme des bourses dites « de Londres » ouvert également dans cinq autres établissements français de l'étranger : Munich, Vienne, Barcelone, Madrid et Dublin.

## Création d'un Plan École pour l'enseignement français au Royaume-Uni
Devant la saturation des capacités du lycée, un Plan École pour l'enseignement français au Royaume-Uni a été initié en 2008 par l'Ambassade de France pour contribuer au désengorgement de l’établissement et, plus largement, à satisfaire la demande d'enseignement en langue française en Grande-Bretagne, particulièrement dans l'agglomération londonienne. Les partenaires de ce plan, outre le lycée Charles-de-Gaulle et ses annexes, sont les autres structures homologuées par l'Éducation nationale, les écoles bilingues et les associations soutenues dans le cadre du Programme FLAM. Certains établissements pourront postuler au LabelFrancÉducation.

### Section britannique
(décembre 2019).
Fondée en 1952 par Augustin Gaudin pour rapprocher les cultures françaises et anglaises, la section à l'origine « anglaise » comprend un nombre fixe de 230 élèves. La différence principale entre les deux sections réside dans les examens que passent les élèves, les GCSE et A-Levels en section britannique. En 2012, La section britannique de Londres a fêté ses soixante ans. À l'heure actuelle[Quand ?], la Section britannique ne compte que 220 élèves. Six personnes se sont succédé à sa direction depuis sa création :
- Anthony Morgan (1958-1979) ;
- Alan Harrison (1979-1994) ;
- Rachid Benammar (1994-2000) ;
- Rosalind Nichol (2000-2010) ;
- Kelvin Zane (2010-2016) ;
- Simon McNaught (depuis 2016).

## Anciens élèves et professeurs
- Marie-Christine Barrault, actrice[3]
- Jean-Marie Benoist, philosophe[15]
- Laura Benson, comédienne
- Pierre Billecocq, homme politique, Député du Nord, Secrétaire d'État aux Transports (1973-1974), Médaille militaire, Croix de guerre 1939-1945
- Jacqueline Bisset, actrice[3]
- Sir Quentin Blake, artiste, illustrateur et écrivain, chevalier de la Légion d'honneur
- Louis Boutet de Monvel, mathématicien spécialiste en Analyse fonctionnelle (mathématiques), professeur à l'université Pierre-et-Marie-Curie, Médaille Picard
- Gyles Brandreth, ancien membre du Parlement du Royaume-Uni
- Claude Pierre-Brossolette fils de Pierre Brossolette, grand Résistant, Secrétaire général de l'Élysée de 1974 à 1976, plus jeune titulaire de la Médaille de la Résistance
- Camille Cottin, actrice
- Lydie Dattas, poétesse
- Jacques Dorfmann, producteur de cinéma
- René Gimpel, galeriste à Londres et Paris
- Chantal Goya, chanteuse et actrice
- Fernand Gravey, acteur
- Dominic Grieve, membre du Parlement du Royaume-Uni et ministre
- Caroline Grimaldi, princesse de Monaco
- Murray Head, chanteur et réalisateur de films documentaires
- Alexandre Holroyd, député des Français établis en Europe du Nord
- Anjelica Huston, actrice[3]
- Oliver Jackson-Cohen, acteur
- Roland Joffé, réalisateur
- Terence Judd, pianiste
- René la Combe, homme politique, député de Maine-et-Loire de 1958 à 1986, Compagnon de la Libération
- Frances de la Tour, actrice
- Edward Leigh, membre du Parlement du Royaume-Uni
- Jacques Livchine, metteur en scène
- La fille de Madonna[3]
- Emmanuel de Margerie, diplomate, Ambassadeur de France au Royaume-Uni de 1981 à 1984
- Bertrand Mary, sociologue
- Colette Mélot, femme politique, sénatrice de Seine-et-Marne
- Mika, chanteur et compositeur[3]
- Dorothée Munyaneza, chanteuse, danseuse et chorégraphe britannico-rwandaise.
- Paloma Picasso, créatrice de mode
- Natasha Richardson, actrice
- Isabella Rossellini, actrice
- Bill Tchato, joueur de football professionnel[16]
- Charlotte de Turckheim, actrice
- Linda Weil-Curiel, avocate
- Lucas Fox, musicien
- Jean Brun, philosophe

## Condamnation pour discrimination
Le 5 avril 2011, un tribunal britannique d'emploi (Employment Appeal Tribunal) a confirmé en appel une décision de condamner le Lycée français Charles-de-Gaulle à 48 709,79 ₤ pour discrimination sur l'âge concernant une aide de cantine scolaire.